# 固厚乡
固厚乡，是中华人民共和国江西省赣州市宁都县下辖的一个乡镇级行政单位。

## 行政区划
固厚乡下辖以下地区：
固厚村、桥背村、古溪村、观下村、蜀田村、小洋旻村、王西村、楂源村、明坑村、椒坑村、凤凰村、上坎村、王竹村、贵坑村、铁树村、青山村和中心坑村。